# DN1H
De DN1H (Drum Național 1H of Nationale weg 1H) is een weg in Roemenië. Hij loopt van Aleșd naar via Șimleu Silvaniei, Zalău en Jibou naar Negreni. De weg is 123 kilometer lang. 

## Europese wegen
De volgende Europese weg loopt met de DN1H mee:
- Badon - Zalău (dubbelnummering met DN1F)